# Fülpösdaróc
Fülpösdaróc is een plaats (község) en gemeente in het Hongaarse comitaat Szabolcs-Szatmár-Bereg. Fülpösdaróc telt 336 inwoners (2001).